# Дело Назаретянина
«Дело Назаретянина» (другое название — «Расследование», итал. L'inchiesta) — кинофильм, драма. Фантазия на тему продолжения событий, описанных в Новом Завете. Через 20 лет снят ремейк фильма.

## Сюжет
Император Тиберий обеспокоен — исчезло тело Иисуса, которого распяли три дня назад. По стране ползут слухи о воскрешении Иисуса, вся местная знать обеспокоена, особенно римский наместник Понтий Пилат. Опасаясь смуты, император приказывает своему советнику Таурусу ехать в Палестину и расследовать всё на месте. Миссия Тауруса осложняется тем, что Пилат начинает чинить препятствия официальному расследованию — он не хочет раскрывать подробности последних минут земной жизни Иисуса на Голгофе. Таурус, разбираясь в подробностях запутанной истории, сам увлекается идеями Назаретянина…

## В ролях
- Кит Кэррадайн — Тит Валерий Таурус
- Харви Кейтель — Понтий Пилат
- Филлис Логан — Клавдия Прокула, жена Пилата
- Анджело Инфанти — Трифон
- Лина Састри — Мария Магдалена

## Премии и номинации
- 1987 — Премия Давид ди Донателло
  - Сильвия Клементелли, Анна-Мария Клементелли — премия «Алиталия», премия «Давид» лучшей актрисе второго плана Лина Састри.
- 1987 — Премия итальянского синдиката киножурналистов «Серебряная лента»
  - Лучшая музыка, лучший сценарий